# Milestone (Saskatchewan)
Pour les articles homonymes, voir Milestone.
Milestone est une ville de la Saskatchewan au Canada.

## Géographie
La localité de Milestone est située dans le sud de la province de Saskatchewan, sur l'autoroute 39.

## Démographie
| 2016 |
| ---- |
| 699  |

| 2021 |
| ---- |
| 682  |